# 橘灣
32°43′N 130°5′E / 32.717°N 130.083°E

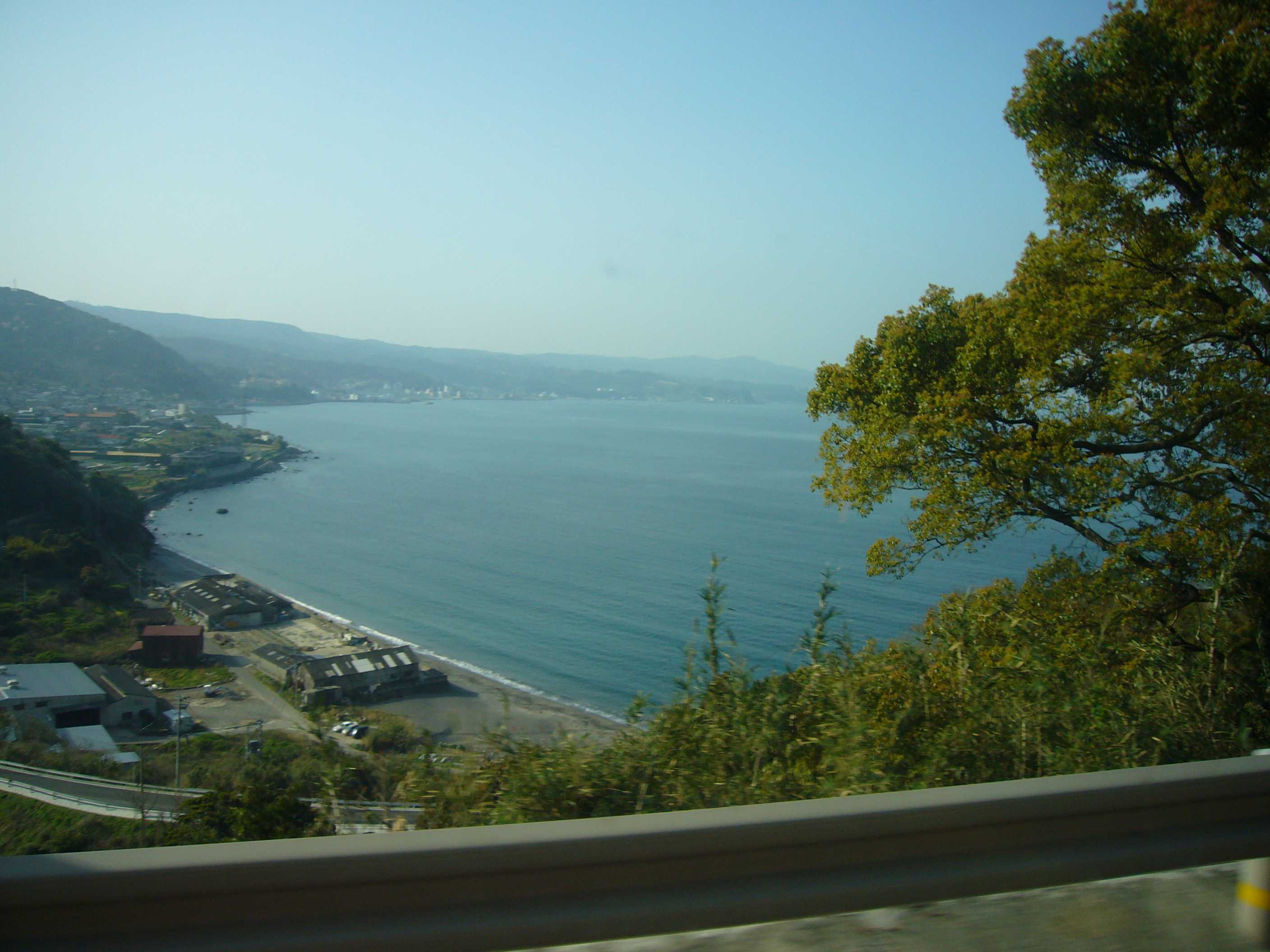
橘灣

橘灣（日语：／ tachibanawan */?）是位于日本九州地方的海灣，西邊是長崎半島、東邊是島原半島。它曾经被称为千千石灣（日语：／ chijiwawan */?）。
1922年12月8日此地曾經发生一场規模6.9，最大震度5的地震。